# Estéfanas de Corinto
Estéfanas (em grego:  Στεφανᾶς), que significa "coroado", (em grego:  στεφανόω), "stephanoó", "coroar"), era um cristão de Corinto, cuja família estava entre os fiéis que o apóstolo Paulo havia batizado e a quem ele se refere como as "primícias da Acaia".
Ele é citado no Novo Testamento em «Regozijo-me com vinda de Estéfanas, de Fortunato e de Acaico, porque o que faltava da vossa parte, eles o supriram.» (1 Coríntios 16:17).
Teignmouth Shore, escrevendo no comentário de Ellicott para Leitores Modernos, sugere que Estéfanas, Fortunato e Acaico tinham vindo de Corinto para Éfeso, provavelmente com a carta dos Coríntios (1 Coríntios 7:1) à qual Paulo estava enviando uma resposta.  Paulo exortou a igreja em Corinto a "estar sujeita a tais homens e a todos os que ajudam na obra e nos labores" e a "reconhecer tais homens".
Alguns supõem que Estéfanas foi o arrependido "carcereiro de Filipos". A Primeira Epístola aos Coríntios foi escrita em Éfeso cerca de seis anos após a conversão do carcereiro, e ele estava com o apóstolo lá naquela época.